# 日本国防論
「日本国防論」（にほんこくぼうろん）とはドイツ帝国の軍人クレメンス・ウィルヘルム・ヤコブ・メッケルによって書かれた、日本の国防問題に関する論文である。原剛は本書の執筆時期を1889年1月から3月ごろと推定している。なおこれとは別に、同時代的には民友社の『日本国防論』が有名であった。

## 概要
本書はメッケルが日本の軍事顧問として派遣されている時期にドイツ語で書かれたもので、日本語に翻訳されている。目次としては
1. 主島すなわち本州、九州、四国の防御
2. 保塁
3. 交通路
4. 軍及び出帥準備
5. 北海道の防御
6. 対馬の防御

から構成されている。
メッケルは「日本が全方位を海に囲まれている」という軍事地理学的な環境を踏まえながら、当時の日本の国防に関する諸問題を考察した。日本を攻撃するには基本的に海洋を経由する必要があるので、防御のために海上では沿岸防衛、本州・九州・四国においては対上陸作戦が考えられる。特にメッケルは海戦が重要だとし、「敵は制海権が確立できない限りは決して着上陸を試みない」という見解を示している。ただし日本の海軍力だけでは制海権を完全に保持し続けるのは難しいため、「沿岸部とりわけ敵海軍が進行しうる海峡に火砲を伴う保塁を設置せよ」と提唱している。また陸上兵力の運用についても「日本列島が複数の島から構成されているため、必要な地点に迅速かつ柔軟に兵力を展開するの難しい」と指摘する。そのため日本各地を結ぶ鉄道網の意義を論じており、「鉄道輸送によって、敵が志向する地点に速やかに対上陸作戦のための兵力を展開せよ」と主張している。

## 文献
- 伊藤博文編『秘書類纂　兵政関係資料』原書房、昭和45年、108-136頁